# 플랫 애덤스
플랫 애덤스(Platt Adams, 1885년 3월 23일 ~ 1961년 2월 27일)는 미국의 육상 선수로 다수의 도약 경기에서 활동하였다.

## 인물
뉴저지주 벨빌에서 태어났으며, 그의 동생 벤저민 윌러드 애덤스도 올림픽 육상 선수였다.
1908년 런던 올림픽에서 제자리높이뛰기에서는 물론 세단뛰기에서 5위를 하였다. 제자리멀리뛰기에서는 6위를 하고, 또한 원반던지기와 그리스식 원반던지기 종목들에도 출전했지만 그의 결과는 알려지지 않았다.
4년 후, 스톡홀름 올림픽에서는 제자리높이뛰기 금메달과 제자리멀리뛰기 은메달을 획득하였다. 또한 세단뛰기 5위와 높이뛰기 23위를 하였다. 그 경기에서 시범 종목이었던 야구에도 출전하였다.
75세의 나이로 노르망디 비치에서 사망하였다.